# So Far…
«So Far…» — тринадцятий трек з восьмого студійного альбому американського репера Емінема The Marshall Mathers LP 2. Більшість оглядачів позитивно оцінили пісню.

## Зміст і тематика
У композиції Eminem розповідає про недоліки популярності, випадки, коли речі йдуть не так у найбільш неслушний момент, запрошуючи поглянути на своє «життя у скляному будинку слави». Він також повідомляє про труднощі у спілкуванні з фанами, що трапляються іноді.
Репер посилається на свій хіт-сингл з The Marshall Mathers LP, «The Real Slim Shady», рядками: «Went to Burger King, they spit on my onion rings/ I think my karma is catching up with me» (на окремку він читав: «And every single person is a Slim Shady lurking/ He could be working at Burger King, spitting on your onion rings»). Eminem також згадує Ludacris та підписанта Shady Records, Yelawolf. Трек містить самозневажливі спостереження про старіння.

## Музика
Містить семпли з «Life's Been Good» Джо Волша та з «P.S.K. What Does It Mean?» у виконанні Schooly D. Звукорежисери: Майк Стрендж, Джо Стрендж, Тоні Кампана (записано на Effigy Studios) та Джейсон Лейдер (на Shangri La Studios). Додаткові клавішні: Луїс Ресто

## Чартові позиції
| Чарт (2013)                                      | Найвища позиція |
| ------------------------------------------------ | --------------- |
| США (Bubbling Under Hot 100 Singles) (Billboard) | 3               |